# Carnets de la drôle de guerre

Carnets de la drôle de guerre sont ceux tenus par Jean-Paul Sartre pendant sa mobilisation en Alsace (service météorologie), lors de la seconde Guerre mondiale entre septembre 1939 et juin 1940. Ils ont été publiés par Gallimard en 1983. Sartre écrivit beaucoup durant cette période, et sur ces carnets apparurent entre autres les prémices de son système philosophique. D'après sa fille adoptive, Arlette Elkaim-Sartre, "Sartre a voulu que ce soit le témoignage d'un soldat quelconque sur la guerre et la tournure bizarre qu'elle prenait, sur cet état de mobilisation oisive où on l'avait plongé avec des millions d'autres. Il a voulu aussi qu'il soit une remise en question de lui-même, (...) qui marque la fin de sa jeunesse."
Sartre prêtait volontiers ses écrits, et une partie des carnets fut perdue. Parmi les quinze carnets, seuls les carnets I, III, V, XI, XII, et XIV ont été conservés et publiés. Il est fait mention des carnets dans les Lettres au Castor.

« Il n’est pas possible de se saisir soi-même comme conscience sans penser que la vie est un jeu . »

— Jean-Paul Sartre, Carnet 396